# Drosophila comatifemora
Drosophila comatifemora är en tvåvingeart som beskrevs av Elmo Hardy 1965. Drosophila comatifemora ingår i släktet Drosophila och familjen daggflugor.
Artens utbredningsområde är Hawaii.